# إدوارد هوستون
إدوارد هوستون (بالإنجليزية: Edward Houston)‏ هو راكب الكنو أمريكي، ولد في 29 مارس 1937.

## وصلات خارجية
- إدوارد هوستون على موقع أوليمبيديا (الإنجليزية)